# Synbranchus
Synbranchus là một chi thuộc họ Lươn. Chi này có 3 loài.

## Các loài
Chi được mô tả bởi nhà ngư loại học Marcus Elieser Bloch năm 1975, có 3 loài :
- Synbranchus marmoratus (lươn cẩm thạch (Bloch, 1795 [2]): Anguila criolla, Anguila de lodo (México), Anguila de pantano, Atinga vàMaporro.
- Synbranchus lampreia (Favorito, Zanata & Assumpção, 2005 [3])
- Synbranchus madeirae (Rosen & Rumney 1972 [4]) .